# Winden-Glasflügelzikade
Die Winden-Glasflügelzikade (Hyalesthes obsoletus) ist eine Zikadenart der Familie der Glasflügelzikaden (Cixiidae).

## Wirtspflanzen
Ihre Hauptwirtspflanzen in Deutschland sind die Ackerwinde (Concolvulus arvensis) und die Brennnesseln (Urtica dioica). Diese Wirtsspezifität ist aber regional unterschiedlich, so stellen zum Beispiel in Südfrankreich Lavendel (Lavandula angustifoli) und in Israel Mönchspfeffer (Vitex agnus-castus) die Hauptwirtspflanzen dar.
Sie ist Überträger der Vergilbungskrankheit Schwarzholzkrankheit bei Weinreben und der Stolbur-Phytoplasmose auf Tomaten und Kartoffeln.

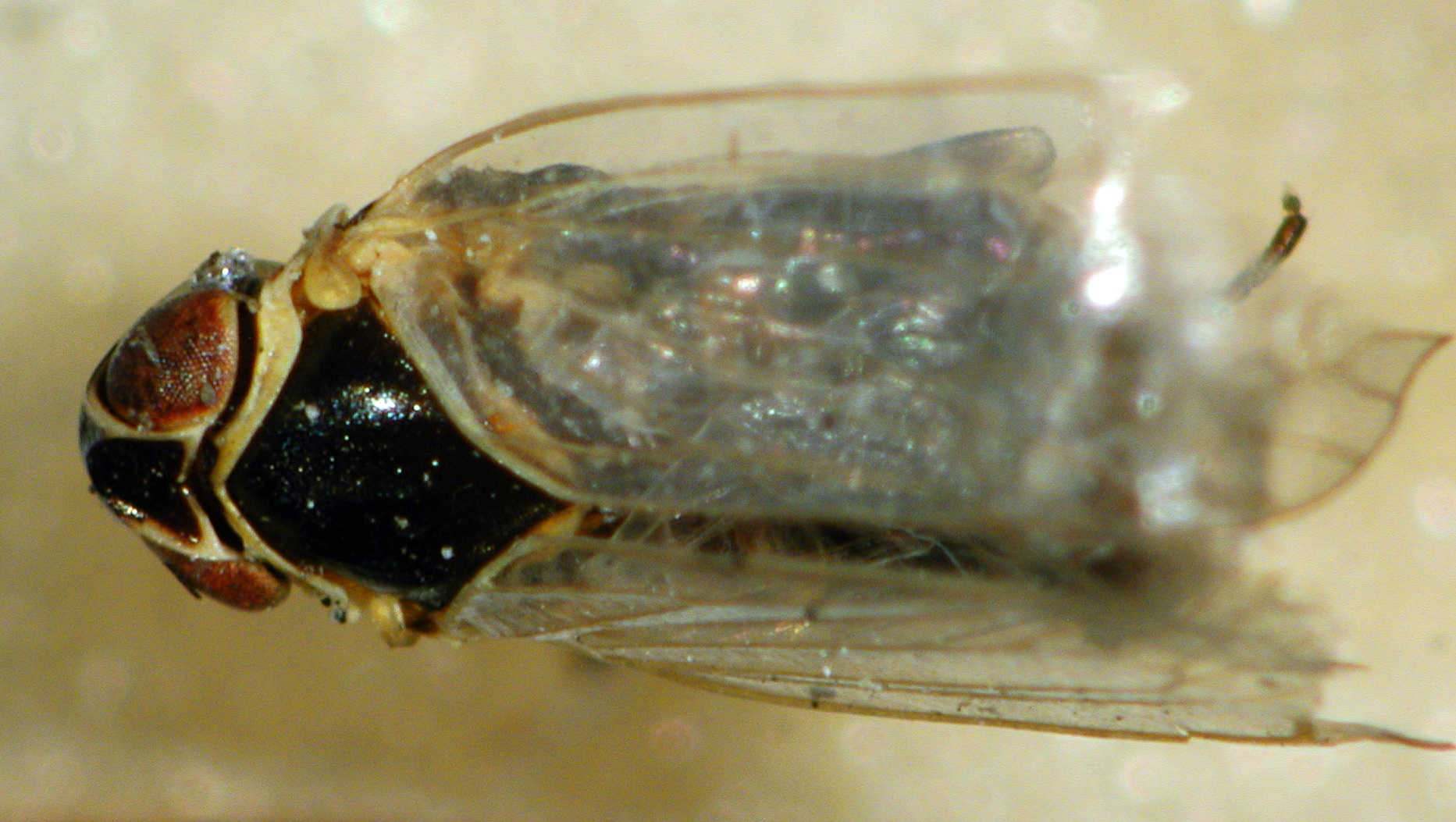

## Verbreitung und Lebensraum
Die Winden-Glasflügelzikade kommt im südlichen Mitteleuropa, im Mittelmeergebiet, Süd-Russland, Kasachstan und Kleinasien vor. In Deutschland ist die Art bisher in den folgenden Bundesländern nachgewiesen: Baden-Württemberg, Rheinland-Pfalz, Bayern und Sachsen-Anhalt. Die Winden-Glasflügelzikade ist wärmeliebend, wobei das Mikroklima (d. h. exponierte Standorte, geringe Beschattung der Wirtspflanze) einen hohen Einfluss auf die Vorkommenswahrscheinlichkeit hat. Sie lebt auf Brachen und Ruderalbiotopen, Störstellen auf Trockenrasen, meist auf skelettreichen oder lockeren Böden.